# João Baptista Machado (jurista)
João Baptista Machado (1927—1989) foi um jurista e professor universitário português.
Professor da Faculdade de Direito da Universidade de Coimbra, Faculdade de Economia da Universidade do Porto e da Faculdade de Direito da Universidade Católica Portuguesa, publicou várias obras jurídicas, destacando-se as Lições de Direito Internacional Privado, Introdução ao Direito e ao Discurso Legitimador e os dois volumes de Obra Dispersa. Colaborou assiduamente na Revista de Legislação e de Jurisprudência e participou na elaboração do anteprojeto do Código Varela, na parte relativa aos conflitos de leis. Foi vogal da Secção de Ciências Humanas do Instituto de Alta Cultura e membro da Sociedade Científica da Universidade Católica Portuguesa.
A 8 de fevereiro de 1967, foi agraciado com o grau de Comendador da Ordem do Infante D. Henrique.